# مستر أولمبيا 1965
بطولة مستر أولمبيا 1965 هي النسخة الأولى من بطولة مستر أولمبيا للمحترفين بكمال الأجسام، أقيمت نهائياتها في 29 سبتمبر 1965، بمدينة نيويورك الأمريكية.

## نظرة عامة
كانت المنافسة هذا العام بين كل من لاري سكوت، وهارولد بول.

## النتائج الكاملة
| المركز | الاسم        | الدولة           |
| ------ | ------------ | ---------------- |
| 1      | لاري سكوت    | الولايات المتحدة |
| 2      | هارولد بول   | الولايات المتحدة |
| 3      | إيرل ماينارد | إنجلترا          |